# Torsus Terrastorm
Torsus Terrastorm базується на шассі автобусів MAN/VW повною вагою 3,5 т або 5 т та власним рішенням позашляхової системи підвіски.

## Опис
Torsus® є флагманським проектом компанії Pulsar Expo, що спеціалізується на виробництві всюхідних 4х4 транспортних засобів. Компанія пропонує дві основні моделі — Praetorian (на базі шассі MAN TGM) та Terrastorm, що виробляються як у базових, так і кастомізованих замовником комплектаціях.

## Технічні характеристики
- Вага: 3,5 т / 5 т
- Довжина: 6000 мм
- Ширина: 3650 мм
- Навантаження на вісі: передня — 2100 кг максимум / задня — 2100 кг максимум
- Двигун: 4-циліндровий, дизельний бі-турбо DAVA, DAWA
- Коробка передач: 6 ступенева механічна/ 8 ступенева автоматична

## Експлуатація

### Російсько-українська війна
1 листопада 2022 року компанія ОККО та Фонд «Повернись живим» оголосили збір коштів на придбання 25 комплексів Шарк для потреб ЗСУ. Поставка включає 25 прохідних авто Torsus від Pulsar Expo, обладнаних пунктами управління БПЛА.

#### Технічні характеристики Torsus Terrastorm, придбаних дляЗСУОККОтаФондом «Повернись живим»
- Двигун: 4-циліндровий, 2 л турбодизель 140 к.с. / 103 кВт при 3500-3600 об./хв, крутний момент — 340 Нм при 1600—2250 об./хв
- Паливний бак: 75 л
- Коробка передач: 6 ступенева механічна
- Привід: 4х4
- Кліренс: 250 мм
- Кількість місць: 4+1